# Феляку
Феля́ку (рум. Feleacu) — село у повіті Клуж в Румунії. Адміністративний центр комуни Феляку.
Село розташоване на відстані 318 км на північний захід від Бухареста, 7 км на південь від Клуж-Напоки.

## Населення
За даними перепису населення 2002 року у селі проживали 1709 осіб. Рідною мовою 1701 особа (99,5%) назвала румунську.
Національний склад населення села:
| Національність | Кількість осіб | Відсоток |
| -------------- | -------------- | -------- |
| румуни         | 1687           | 98,7%    |
| цигани         | 12             | 0,7%     |
| угорці         | 7              | 0,4%     |